# Павлов Василь Вікторович
Василь Павлов (рос. Василий Викторович Павлов, нар. 24 липня 1990) — російський i молдавський футболіст, нападник.

## Біографія
Першим професійним клубом в кар'єрі Павлова став самарський «Юніт», що представляв другий дивізіон Росії з футболу. Футболіст дебютував за клуб 24 вересня 2007 в матчі з нижнєгородською «Волгою». Та гра закінчилася поразкою його команди з рахунком 0:4. У наступному сезоні він провів перший матч в Кубку Росії з футболу (проти «Лади»), а 20 червня 2008 забив свій дебютний гол у ворота «Нижнього Новгорода», що не допомогло «Юніту » уникнути програшу. Всього ж у період з 2007 по 2008 роки Павлов зіграв за команду 14 ігор у другому дивізіоні і забив 1 гол.
У серпні 2008 року Василь Павлов перейшов в «Академію» з Тольятті. До кінця  сезону 2008  російський нападник взяв участь у 15 матчах і відзначився двома забитими м'ячами, причому один з них він забив у ворота свого колишнього клубу - «Юніта». В  наступному розіграші другого дивізіону Павлов провів 19 ігор без забитих м'ячів, а в результаті «Академія» зайняла останнє місце в зоні «Урал -Поволжя». Футболіст вирішив покинути клуб і в квітні 2010 року перейшов в самарські «Крила Рад». Там він виступав за дублюючий склад, зіграв у першості Росії серед молодіжних команд 21 зустріч і забив 5 голів.
У січні 2011 року Павлов підписав контракт з молдавською «Дачією». Він швидко отримав місце в основному складі команди. 8 липня того ж року в матчі на Суперкубок Молдавії росіянин забив єдиний гол, що допомогло його клубу вперше стати володарем цього трофея. 20 липня він вийшов на заміну в грі проти «Зестафоні», яка проводилася в рамках другого кваліфікаційного раунду  Ліги чемпіонів 2011/2012. У тому сезоні чемпіонату Молдови нападник з Росії з 12 забитими голами зайняв 4 місце в списку бомбардирів першості країни з футболу, двічі оформивши по дублю (в іграх з «Олімпією» і «Академією УТМ»).
14 лютого 2019 року ЗМІ повідомили, що гравець підписав контракт з одеським «Чорноморцем». 11 листопада 2019 року покинув одеську команду.

## Досягнення
- Чемпіон Молдови (1): 2010/2011.
- Володар суперкубку Молдови (1): 2011.
- Срібний призер чемпіонату Молдови (2): 2011/2012, 2012/2013.